# 定松正
定松 正（さだまつ ただし、1937年10月1日 - ）は、英語児童文学研究者。共立女子大学名誉教授。

## 略歴
佐賀県生まれ。1960年青山学院大学文学部英文科卒、エクセター大学教育学部大学院ディプロマ・コース留学。玉川大学助教授、教授、共立女子大学学芸学部教授、2008年定年退任、名誉教授。英米児童文学、英国文化専攻。

## 著書
- 『イギリス児童文学散歩』中教出版 1985
- 『児童文学 英米の子供の本の世界』こびあん書房 1985
- 『英米児童文学の系譜』こびあん書房 1993
- 『子どもと文学の冒険』松柏社 1995
- 『イギリス児童文学紀行』玉川大学出版部 2004

### 共編著
- 『英米児童文学読本』谷本誠剛共著 桐原書店 1982
- 『イギリス文学地名事典』蛭川久康、虎岩正純、松村賢一共編 研究社出版 1992
- 『ルイス・キャロル小事典』編 研究社出版 小事典シリーズ 1994
- 『世界・日本児童文学登場人物辞典』編 玉川大学出版部 1998
- 『英米児童文学辞典』本多英明共編著 研究社 2001
- 『イギリス・アメリカ児童文学ガイド』編 荒地出版社 2003
- 『世界少年少女文学 リアリズム編』編著 自由国民社 明快案内シリーズ 知の系譜　2009
- 『風土記イギリス 自然と文化の諸相』蛭川久康共編著 江藤秀一,佐久間康夫,中林正身,米山明日香著 新人物往来社 2009
- 『世界少年少女文学 ファンタジー編』編著 自由国民社 明快案内シリーズ 知の系譜 2010
- 『英米児童文学作品・登場人物事典』編 松柏社 2012

### 翻訳
- アーサー・コナン・ドイル『失われた世界』春陽堂少年少女文庫 1977
- 『少年少女世界の文学 4 イギリス民話（W・W・ジェイコブス）暁教育図書 1978
- キプリング『ジャングル・ブック』春陽堂少年少女文庫　1978
- ケネス・バード『おしゃべり犬SOS!』さ・え・ら書房 1979
- ケネス・バード『おしゃべり犬大あばれ』さ・え・ら書房 1979
- ケネス・バード『おしゃべり犬のぼうけん』さ・え・ら書房 1979
- クロフツ『クロイドン発12時30分』春陽堂少年少女文庫　1979
- バロネス・オルツィ『紅はこべ』春陽堂少年少女文庫 1979
- ルーシイ・ボストン作 マージェリー・ジル絵『みどりの魔法の城』大日本図書 世界のどうわ 1980
- G.フォックス編『子どもの本と教育 作家・批評家・子どもたち』玉川大学出版部 1983
- ハーリィ・バートン作 アントニー・バートン絵『ぼくらはさかな救助隊』大日本図書 世界のどうわ 1983
- メアリー・リトル『子ねこをつれてきたノラねこ』さ・え・ら書房 1984
- キャロル・カーリック作 ドナルド・カーリック絵『いくじなし!』さ・え・ら書房 1986
- N.タッカー『子どもと本』玉川大学出版部 1986
- キャサリン・ストー作 かみやしん絵『少年と白鳥』さ・え・ら書房 1988
- ハンフリー・カーペンター『秘密の花園 英米児童文学の黄金時代』こびあん書房 1988
- ロジャー・セール『ファンタジーの伝統』玉川大学出版部 1990
- アン・コールリッジ『クジラが浜にあがった朝』さ・え・ら書房 1991
- エリザベス・ボートン・デ・トレビノ『赤い十字章 画家ベラスケスとその弟子パレハ』さ・え・ら書房 1993
- ベティ・ルート『はじめてであうえいごのじてん 絵と写真で楽しむ1,000の英語』フレーベル館 1994
- パット・ムーン原作『ダブルイメージ』さ・え・ら書房 1998
- ブライアン・キーニー『ジョージア旅立ちの予感』さ・え・ら書房 2000
- ジョーン・リンガード『エディンバラの光と影』さ・え・ら書房 2003